# Letnik, na katerega so padle zvezde
Letnik, na katerega so padle zvezde (angleško The class the stars fell on) je popularen izraz, s katerim se označuje letnik 1915 Vojaške akademije ZDA, ki je najuspešnejši v zgodovini akademije. 
Iz vrst 164 diplomirancev je namreč kar 59 (36%) doseglo generalski čin, od tega sta dva bila povišana v generala armade (pet zvezdic), dva v generala (štiri zvezdice), sedem v generalporočnika (tri zvezdice), 24 v generalmajorja (dve zvezdici) in 24 v brigadnega generala (ena zvezdica). Zvezde iz izraza pa izhajajo iz dejstva, da je zvezda simbol generalskega oz. admiralskega čina v oboroženih silah ZDA.

## Seznam generalov
(Številka pri imenu označuje mesto v letniku.)

### Generala armade
| \| Ime \| Poznanost \| Viri \| \| ---------------------------- \| ----------------------------------------------------------------------------------------------------------------------------------------------------------------------------------------------------------------------------------------------------------------- \| ------ \| \| Omar N. Bradley (44) \| poveljeval 82. zračnoprevozni diviziji (1942), 28. pehotni diviziji (1942), 2. korpusu (1943), 1. armadi (1944), 12. armadni skupini (1944–1945), Načelnik Generalštaba Kopenske vojske ZDA (1948–1949), Načelnik Združenega štaba Oboroženih sil ZDA (1949–1953) \| [1][4] \| \| Dwight David Eisenhower (61) \| Načelnik Generalštaba Kopenske vojske ZDA (1945–1948), Vrhovni zavezniški poveljnik Evropa (1942, 1943–1945, 1949–1952); Vrhovni zavezniški poveljnik Severne Afrike (1942–1943), Predsednik ZDA (1953–1961) \| [1][5] \| | |             |
| Ime | Poznanost | Viri        |
| Omar N. Bradley (44) | poveljeval 82. zračnoprevozni diviziji (1942), 28. pehotni diviziji (1942), 2. korpusu (1943), 1. armadi (1944), 12. armadni skupini (1944–1945), Načelnik Generalštaba Kopenske vojske ZDA (1948–1949), Načelnik Združenega štaba Oboroženih sil ZDA (1949–1953) | [ 1 ] [ 4 ] |
| Dwight David Eisenhower (61) | Načelnik Generalštaba Kopenske vojske ZDA (1945–1948), Vrhovni zavezniški poveljnik Evropa (1942, 1943–1945, 1949–1952); Vrhovni zavezniški poveljnik Severne Afrike (1942–1943), Predsednik ZDA (1953–1961)                                                      | [ 1 ] [ 5 ] |

### Generala
| \| Ime \| Poznanost \| Viri \| \| ---------------------------- \| --------------------------------------------------------------------------------------------------------------------------------------------------------------------- \| ------ \| \| Joseph Taggart McNarney (41) \| Namestnik načelnika Generalštaba Kopenske vojske ZDA (1942–1944); Vrhovni zavezniški poveljnik za Mediteran (1944–1945), poveljnik ameriških sil v Evropi (1945–1947) \| [4][6] \| \| James Van Fleet (92) \| poveljeval 4. pehotni diviziji, 90. pehotni diviziji, 3. korpusu (1942-1945); 8. armadi (1951–1953) \| [7][8] \| | |             |
| Ime | Poznanost | Viri        |
| Joseph Taggart McNarney (41) | Namestnik načelnika Generalštaba Kopenske vojske ZDA (1942–1944); Vrhovni zavezniški poveljnik za Mediteran (1944–1945), poveljnik ameriških sil v Evropi (1945–1947) | [ 4 ] [ 6 ] |
| James Van Fleet (92) | poveljeval 4. pehotni diviziji, 90. pehotni diviziji, 3. korpusu (1942-1945); 8. armadi (1951–1953)                                                                   | [ 7 ] [ 8 ] |

### Generalporočniki
| \| Ime \| Poznanost \| Viri \| \| --------------------------- \| ------------------------------------------------------------------------------------------------------------------------------------------------------------------------------------------------------------------------------------------------------------------------------------------------------------------------------------------------------------------------------------------------------------------------------------------------------ \| -------- \| \| Henry Aurand (20) \| 6. službeno poveljstvo (1942–1944), namestnik načelnika oskrbovalnega častnika za Evropo (1944), poveljnik oskrbovalnih služb kitajsko-burmansko-indijskega teatra (1944–1945), Pacifiško poveljstvo Kopenske vojske ZDA (1949) \| [9][10] \| \| Hubert R. Harmon (103) \| poveljnik 6. zračne sile (1942–1943, 1946–1947), 13. zračne sile (1943–1944), Superintendant Akademije Vojnega letalstva ZDA (1954–1956) \| [11][12] \| \| Stafford LeRoy Irwin (40) \| poveljnik 5. pehotne divizije, 12. korpusa, 5. korpusa, U.S. Forces Austria (1950–1952) \| [4][13] \| \| Thomas B. Larkin (21) \| načelnik štaba oskrbovalnih sil Kopenske vojske ZDA na Britanskem otočju (1942-1943); poveljnik oskrbovalnih sil v Severni Afriki (1943); poveljnik komunikacijske cone v Severni Afriki (1943–1944), poveljnik južne komunikacijske linije komunikacijske cone v Evropi (1944–1945); poveljnik 2. službenega poveljstva (1945); Generalni oskrbnik Kopenske vojske ZDA (1946–1949), namestnik načelnika Generalštaba KOV ZDA za logistiko (1949–1952) \| [10][14] \| \| John W. Leonard (84) \| poveljnik 9. oklepne divizije (1942–1945), Oklepne šole Kopenske vojske ZDA (1946–1948), 5. korpusa in 18. zračnoprevoznega korpusa (1951–1953) \| [15][16] \| \| George E. Stratemeyer (147) \| poveljnik Zračnih sil KOV ZDA v Indiji (1943–1946), Zračno-obrambega poveljstva (1946–1948), Kontinentalnega zračnega poveljstva (1948–1949), Daljnovzhodne zračne sile (1949–1952) \| [17][18] \| \| Joseph M. Swing (38) \| poveljnik 11. zračnoprevozne divizije (1943–1947), 1. korpusa (1948–1949), 6. armade (1951–1954) \| [19][20] \| | |               |
| Ime | Poznanost | Viri          |
| Henry Aurand (20) | 6. službeno poveljstvo (1942–1944), namestnik načelnika oskrbovalnega častnika za Evropo (1944), poveljnik oskrbovalnih služb kitajsko-burmansko-indijskega teatra (1944–1945), Pacifiško poveljstvo Kopenske vojske ZDA (1949) | [ 9 ] [ 10 ]  |
| Hubert R. Harmon (103) | poveljnik 6. zračne sile (1942–1943, 1946–1947), 13. zračne sile (1943–1944), Superintendant Akademije Vojnega letalstva ZDA (1954–1956) | [ 11 ] [ 12 ] |
| Stafford LeRoy Irwin (40) | poveljnik 5. pehotne divizije, 12. korpusa, 5. korpusa, U.S. Forces Austria (1950–1952) | [ 4 ] [ 13 ]  |
| Thomas B. Larkin (21) | načelnik štaba oskrbovalnih sil Kopenske vojske ZDA na Britanskem otočju (1942-1943); poveljnik oskrbovalnih sil v Severni Afriki (1943); poveljnik komunikacijske cone v Severni Afriki (1943–1944), poveljnik južne komunikacijske linije komunikacijske cone v Evropi (1944–1945); poveljnik 2. službenega poveljstva (1945); Generalni oskrbnik Kopenske vojske ZDA (1946–1949), namestnik načelnika Generalštaba KOV ZDA za logistiko (1949–1952) | [ 10 ] [ 14 ] |
| John W. Leonard (84) | poveljnik 9. oklepne divizije (1942–1945), Oklepne šole Kopenske vojske ZDA (1946–1948), 5. korpusa in 18. zračnoprevoznega korpusa (1951–1953) | [ 15 ] [ 16 ] |
| George E. Stratemeyer (147) | poveljnik Zračnih sil KOV ZDA v Indiji (1943–1946), Zračno-obrambega poveljstva (1946–1948), Kontinentalnega zračnega poveljstva (1948–1949), Daljnovzhodne zračne sile (1949–1952) | [ 17 ] [ 18 ] |
| Joseph M. Swing (38) | poveljnik 11. zračnoprevozne divizije (1943–1947), 1. korpusa (1948–1949), 6. armade (1951–1954) | [ 19 ] [ 20 ] |

### Generalmajorji
| \| Ime \| Poznanost \| Viri \| \| -------------------------- \| --------------------------------------------------------------------------------------------------------------------------------------------------------------------------------------------------------------------------------------- \| -------- \| \| John Stewart Bragdon (5) \| pomočnik načelnika vojaške gradnje (1945–1949); namestnik načelnika inženircev (1950–1951) \| [21][22] \| \| Ralph P. Cousins (129) \| poveljnik Zahodnega letalskega trenažnega poveljstva ZS KOV ZDA (1942–1946) \| [23][24] \| \| William E. R. Covell (1) \| direktor za goriva in mazila v Uradnu Generalnega oskrbnika KOV ZDA (1943–1944); poveljnik oskrbovalnih služb v Kitajsko-burmansko-indijskem teatru (1944–1945) \| [22][25] \| \| Luis R. Esteves (97) \| generalajutant Portorika (1939–1957) \| [8][26] \| \| Vernon Evans (55) \| namestnik načelnika štaba in načelnik štaba Kitajsko-burmansko-indijskega teatra (1944–1945) \| [27][28] \| \| Thomas J. Hanley Jr. (124) \| poveljnik Zračno oskrbovalnega poveljstva Zračnih sil KOV ZDA v Kitajsko-burmansko-indijskem teatru (1944–1945), 11. zračne sile (1946–1948) \| [24][29] \| \| Thomas G. Hearn (106) \| načelnik štaba Kitajsko-burmansko-indijskega teatra (1944); poveljnik Pehotnega nadometnega trenažnega centra (1944–1945) \| [12][30] \| \| Leland S. Hobbs (46) \| poveljnik 30. pehotne divizije (1942–1945), 2. oklepne divizije (1946–1947), 9. korpusa (1949–1950) \| [31][32] \| \| James A. Lester (23) \| poveljnik artilerije 24. pehotne divizije, artilerije 14. korpusa, 24. pehotne divizije \| [10][33] \| \| Edwin B. Lyon (48) \| poveljnik 6. bombniškega poveljstva (1941–1943), Zračnega poveljstva Antili (1943); namestnik poveljnika Letalskega trenažnega poveljstva Zračnih sil KOV ZDA (1944–1945); poveljnik Zračnih sil KOV ZDA za srednji Pacifik (1945–1946) \| [32][34] \| \| Henry J. F. Miller (110) \| poveljnik Zračnega materialnega poveljstva v Evropi (1943-1944); upokojen maja 1944 kot polkovnik zaradi kršitve varnosti \| [35][36] \| \| Paul J. Mueller (45) \| poveljnik 81. pehotne divizije (1942–1946) \| [32][37] \| \| Vernon E. Prichard (134) \| poveljnik 14. oklepne divizije (1942–1944), 1. oklepne divizije (1944–1945) \| [38][39] \| \| George J. Richards (6) \| Generalštab Oddelka za vojno ZDA (1943–1947) \| [22][40] \| \| Charles W. Ryder (39) \| poveljnik 34. pehotne divizije (1942–1946), 9. korpusa (1944–1948) \| [20][41] \| \| Henry B. Sayler (37) \| Glavni ordnančni častnik v Evropi (1942–1945) \| [20][42] \| \| William F. Tompkins (16) \| Generalštab Oddelka za vojno ZDA (1943–1945) \| [43][44] \| \| Albert W. Waldron (32) \| Predstavnik poljske artilerije pri Kopenskih silah Kopenske vojske ZDA (1943–1946) \| [45][46] \| \| Leo A. Walton (128) \| Zračni inšpektor Zračnih sil KOV ZDA v Kitajsko-burmansko-indijsko teatru (1945–1946); poveljnik 14. zračne sile (1946–1948) \| [24][47] \| \| Leroy H. Watson (151) \| poveljnik 3. oklepne divizije (1943–1944), 29. pehotne divizije (1944–1945) \| [18][48] \| \| Douglas L. Weart (10) \| načelnik štaba Karibskega obrambnega poveljstva (1943–1944); namestnik poveljnika Kitajsko-burmansko-indijskega teatra (1945) \| [44][49] \| \| Arthur A. White (158) \| načelnik štaba 7. armade (1944–1945); poveljnik 75. pehotne divizije in 71. pehotne divizije (1945–1946) \| [50][51] \| \| John B. Wogan (75) \| poveljnik 13. oklepne divizije (1942–1945) \| [52][53] \| \| Roscoe B. Woodruff (56) \| poveljnik 77. pehotne divizije (1942–1943), 7. korpusa (1943–1944), 24. pehotne divizije (1944–1945), 1. korpusa (1945–1948), 15. korpusa (1951–1953) \| [28][54] \| | |               |
| Ime | Poznanost | Viri          |
| John Stewart Bragdon (5) | pomočnik načelnika vojaške gradnje (1945–1949); namestnik načelnika inženircev (1950–1951) | [ 21 ] [ 22 ] |
| Ralph P. Cousins (129) | poveljnik Zahodnega letalskega trenažnega poveljstva ZS KOV ZDA (1942–1946) | [ 23 ] [ 24 ] |
| William E. R. Covell (1) | direktor za goriva in mazila v Uradnu Generalnega oskrbnika KOV ZDA (1943–1944); poveljnik oskrbovalnih služb v Kitajsko-burmansko-indijskem teatru (1944–1945)                                                                         | [ 22 ] [ 25 ] |
| Luis R. Esteves (97) | generalajutant Portorika (1939–1957) | [ 8 ] [ 26 ]  |
| Vernon Evans (55) | namestnik načelnika štaba in načelnik štaba Kitajsko-burmansko-indijskega teatra (1944–1945) | [ 27 ] [ 28 ] |
| Thomas J. Hanley Jr. (124) | poveljnik Zračno oskrbovalnega poveljstva Zračnih sil KOV ZDA v Kitajsko-burmansko-indijskem teatru (1944–1945), 11. zračne sile (1946–1948)                                                                                            | [ 24 ] [ 29 ] |
| Thomas G. Hearn (106) | načelnik štaba Kitajsko-burmansko-indijskega teatra (1944); poveljnik Pehotnega nadometnega trenažnega centra (1944–1945) | [ 12 ] [ 30 ] |
| Leland S. Hobbs (46) | poveljnik 30. pehotne divizije (1942–1945), 2. oklepne divizije (1946–1947), 9. korpusa (1949–1950) | [ 31 ] [ 32 ] |
| James A. Lester (23) | poveljnik artilerije 24. pehotne divizije, artilerije 14. korpusa, 24. pehotne divizije | [ 10 ] [ 33 ] |
| Edwin B. Lyon (48) | poveljnik 6. bombniškega poveljstva (1941–1943), Zračnega poveljstva Antili (1943); namestnik poveljnika Letalskega trenažnega poveljstva Zračnih sil KOV ZDA (1944–1945); poveljnik Zračnih sil KOV ZDA za srednji Pacifik (1945–1946) | [ 32 ] [ 34 ] |
| Henry J. F. Miller (110) | poveljnik Zračnega materialnega poveljstva v Evropi (1943-1944); upokojen maja 1944 kot polkovnik zaradi kršitve varnosti | [ 35 ] [ 36 ] |
| Paul J. Mueller (45) | poveljnik 81. pehotne divizije (1942–1946) | [ 32 ] [ 37 ] |
| Vernon E. Prichard (134) | poveljnik 14. oklepne divizije (1942–1944), 1. oklepne divizije (1944–1945) | [ 38 ] [ 39 ] |
| George J. Richards (6) | Generalštab Oddelka za vojno ZDA (1943–1947) | [ 22 ] [ 40 ] |
| Charles W. Ryder (39) | poveljnik 34. pehotne divizije (1942–1946), 9. korpusa (1944–1948) | [ 20 ] [ 41 ] |
| Henry B. Sayler (37) | Glavni ordnančni častnik v Evropi (1942–1945) | [ 20 ] [ 42 ] |
| William F. Tompkins (16) | Generalštab Oddelka za vojno ZDA (1943–1945) | [ 43 ] [ 44 ] |
| Albert W. Waldron (32) | Predstavnik poljske artilerije pri Kopenskih silah Kopenske vojske ZDA (1943–1946) | [ 45 ] [ 46 ] |
| Leo A. Walton (128) | Zračni inšpektor Zračnih sil KOV ZDA v Kitajsko-burmansko-indijsko teatru (1945–1946); poveljnik 14. zračne sile (1946–1948) | [ 24 ] [ 47 ] |
| Leroy H. Watson (151) | poveljnik 3. oklepne divizije (1943–1944), 29. pehotne divizije (1944–1945) | [ 18 ] [ 48 ] |
| Douglas L. Weart (10) | načelnik štaba Karibskega obrambnega poveljstva (1943–1944); namestnik poveljnika Kitajsko-burmansko-indijskega teatra (1945) | [ 44 ] [ 49 ] |
| Arthur A. White (158) | načelnik štaba 7. armade (1944–1945); poveljnik 75. pehotne divizije in 71. pehotne divizije (1945–1946) | [ 50 ] [ 51 ] |
| John B. Wogan (75) | poveljnik 13. oklepne divizije (1942–1945) | [ 52 ] [ 53 ] |
| Roscoe B. Woodruff (56) | poveljnik 77. pehotne divizije (1942–1943), 7. korpusa (1943–1944), 24. pehotne divizije (1944–1945), 1. korpusa (1945–1948), 15. korpusa (1951–1953)                                                                                   | [ 28 ] [ 54 ] |

### Brigadni generali
| \| Ime \| Poznanost \| Viri \| \| -------------------------- \| ----------------------------------------------------------------------------------------------------------------------------------------------------------------------------------------------------------- \| -------- \| \| Carl C. Bank (53) \| Artilerijski častnik v Štabu zavezniških sil za Severno Afriko (1942–44); poveljnik 13. poljsko-artilerijske brigade (1944–1945) \| [28][55] \| \| Frederic W. Boye (150) \| služil v Kitajsko-burmansko-indijskem teatru (1944–1945) \| [18][56] \| \| Charles M. Busbee (31) \| poveljnik artilerije 102. pehotne divizije (1942–1946) \| [46][57] \| \| John F. Conklin (13) \| inženir 3. armade (1942–1945) \| [44][58] \| \| John F. Davis (99) \| načelnik štaba 6. službenega poveljstva (1942–1944); direktor informacij in izobraževanja v Oddelku za vojno (1944–1945) \| [59][60] \| \| Michael F. Davis (96) \| poveljnik 78. letalskega trenažnega polka (1944–1945), Centralnega letalskega trenažnega poveljstva Zračnih sil KOV ZDA (1945–1946) \| [8][61] \| \| Donald A. Davison (19) \| Letalski inženirji (1942–1944) \| [10][62] \| \| Benjamin G. Ferris (104) \| Namestnik načelnika štaba Kitajsko-burmansko-indijskega teatra (1943–1944) \| [12][63] \| \| Adlai H. Gilkeson (137) \| poveljnik Zračne obrambne Panamskega kanala (1942), 3. lovskega poveljstva (1944), 312. lovskega polka (1944–1945) \| [39][64] \| \| Walter W. Hess mlajši (95) \| poveljnik 1. protiletalskega poveljstva (1941–1942), 45. obalno-artilerijske brigade (1942), 46. protiletalske artilerijske brigade (1942–1944), Protiletalskega nadomestnega trenažnega centra (1944-1945) \| [8][65] \| \| Clinton W. Howard (30) \| načelnik štaba 3. zračne sile (1941–1942), Tehniškega trenažnega poveljstva ZS KOV ZDA (1942–1943), Zračnega službenega poveljstva Sacramento (1943–1945) \| [46][66] \| \| Reese M. Howell (109) \| poveljnik 4., 17. in 13. poljsko-artilerijske brigade (1940–1944); pomočnik poveljnika 82. zračnoprevozne divizije (1944); poveljnik artilerije 9. pehotne divizije (1944–1946) \| [36][67] \| \| John Keliher (159) \| namestnik načelnika (G-3) štaba Kopenske vojske ZDA za srednji Pacifik (1942–1944); namestnik načelnika (G-5) štaba Kopenske vojske ZDA za srednji Pacifik (1944–1945) \| [51][68] \| \| Pearson Menoher (42) \| načelnik štaba 15. korpusa in 7. armade (1943–1945); poveljnik 24. pehotne divizije (1949–1950) \| [4][69] \| \| Lehman W. Miller (9) \| načelnik vojaške misije v Braziliji (1940–1942); poveljnik Inženirskega nadomestnega trenažnega poveljstva, Fort Belvoir (1942–1944) \| [44][70] \| \| Earl L. Naiden (68) \| načelnik štaba Poveljstva za brode Kitajsko-burmansko-indijskega teatra (1942); načelnik štaba 10. zračne sile (1942) \| [71][72] \| \| Hume Peabody (63) \| poveljnik Šole uporabnih taktik ZS KOV ZDA (1942–1944); poveljnik 3. taktičnega zračnega poveljstva (1942–1944) \| [73][74] \| \| Norman Randolph (145) \| načelnik štaba 2. armade (1942–1943); načelnik štaba 3. službeno poveljstvo (1943–1944); poveljnik 3. službenega poveljstva (1944–1945) \| [18][75] \| \| John N. Robinson (120) \| poveljnik Fort Richardsona (1943–1944); pomočnik poveljnika 89. pehotne divizije (1944–1945) \| [36][76] \| \| Robert W. Strong (73) \| načelnik štaba Kopenske vojske ZDA v Afriki (1942–1943); poveljnik Konjeniškega nadomestnega trenažnega centra (1943–1945); Vodja misije KOV ZDA v Peruju (1945–1946) \| [53][77] \| \| Victor V. Taylor (122) \| Generalštab Oddelka za vojno (1941–1943); Odbor za dodelitev streliva (1943–1944) \| [24][78] \| \| Cleson H. Tenney (77) \| poveljnik obrambe zaliva Centralnega pacifiškega področja (1942–1943); poveljnik 55. obalno-artilerijskega polka (1944); 70. protiletalske artilerijske brigade (1945) \| [53][78] \| \| Edward C. Wallington (82) \| Kemični častnik 3. armade (1942–1945); namestnik Glavnega kemičnega častnika KOV ZDA (1949–1951) \| [79][80] \| \| Edwin A. Zundel (29) \| Artilerijski častnik 2. korpusa (1942), 11. korpusa (1943–1944), 6. armade (1944–1945), 41. pehotne divizije (1945-1946), 4. armade (1946–1947) \| [46][81] \| | |               |
| Ime | Poznanost | Viri          |
| Carl C. Bank (53) | Artilerijski častnik v Štabu zavezniških sil za Severno Afriko (1942–44); poveljnik 13. poljsko-artilerijske brigade (1944–1945)                                                                            | [ 28 ] [ 55 ] |
| Frederic W. Boye (150) | služil v Kitajsko-burmansko-indijskem teatru (1944–1945) | [ 18 ] [ 56 ] |
| Charles M. Busbee (31) | poveljnik artilerije 102. pehotne divizije (1942–1946) | [ 46 ] [ 57 ] |
| John F. Conklin (13) | inženir 3. armade (1942–1945) | [ 44 ] [ 58 ] |
| John F. Davis (99) | načelnik štaba 6. službenega poveljstva (1942–1944); direktor informacij in izobraževanja v Oddelku za vojno (1944–1945)                                                                                    | [ 59 ] [ 60 ] |
| Michael F. Davis (96) | poveljnik 78. letalskega trenažnega polka (1944–1945), Centralnega letalskega trenažnega poveljstva Zračnih sil KOV ZDA (1945–1946)                                                                         | [ 8 ] [ 61 ]  |
| Donald A. Davison (19) | Letalski inženirji (1942–1944) | [ 10 ] [ 62 ] |
| Benjamin G. Ferris (104) | Namestnik načelnika štaba Kitajsko-burmansko-indijskega teatra (1943–1944) | [ 12 ] [ 63 ] |
| Adlai H. Gilkeson (137) | poveljnik Zračne obrambne Panamskega kanala (1942), 3. lovskega poveljstva (1944), 312. lovskega polka (1944–1945)                                                                                          | [ 39 ] [ 64 ] |
| Walter W. Hess mlajši (95) | poveljnik 1. protiletalskega poveljstva (1941–1942), 45. obalno-artilerijske brigade (1942), 46. protiletalske artilerijske brigade (1942–1944), Protiletalskega nadomestnega trenažnega centra (1944-1945) | [ 8 ] [ 65 ]  |
| Clinton W. Howard (30) | načelnik štaba 3. zračne sile (1941–1942), Tehniškega trenažnega poveljstva ZS KOV ZDA (1942–1943), Zračnega službenega poveljstva Sacramento (1943–1945)                                                   | [ 46 ] [ 66 ] |
| Reese M. Howell (109) | poveljnik 4., 17. in 13. poljsko-artilerijske brigade (1940–1944); pomočnik poveljnika 82. zračnoprevozne divizije (1944); poveljnik artilerije 9. pehotne divizije (1944–1946)                             | [ 36 ] [ 67 ] |
| John Keliher (159) | namestnik načelnika (G-3) štaba Kopenske vojske ZDA za srednji Pacifik (1942–1944); namestnik načelnika (G-5) štaba Kopenske vojske ZDA za srednji Pacifik (1944–1945)                                      | [ 51 ] [ 68 ] |
| Pearson Menoher (42) | načelnik štaba 15. korpusa in 7. armade (1943–1945); poveljnik 24. pehotne divizije (1949–1950) | [ 4 ] [ 69 ]  |
| Lehman W. Miller (9) | načelnik vojaške misije v Braziliji (1940–1942); poveljnik Inženirskega nadomestnega trenažnega poveljstva, Fort Belvoir (1942–1944)                                                                        | [ 44 ] [ 70 ] |
| Earl L. Naiden (68) | načelnik štaba Poveljstva za brode Kitajsko-burmansko-indijskega teatra (1942); načelnik štaba 10. zračne sile (1942)                                                                                       | [ 71 ] [ 72 ] |
| Hume Peabody (63) | poveljnik Šole uporabnih taktik ZS KOV ZDA (1942–1944); poveljnik 3. taktičnega zračnega poveljstva (1942–1944)                                                                                             | [ 73 ] [ 74 ] |
| Norman Randolph (145) | načelnik štaba 2. armade (1942–1943); načelnik štaba 3. službeno poveljstvo (1943–1944); poveljnik 3. službenega poveljstva (1944–1945)                                                                     | [ 18 ] [ 75 ] |
| John N. Robinson (120) | poveljnik Fort Richardsona (1943–1944); pomočnik poveljnika 89. pehotne divizije (1944–1945) | [ 36 ] [ 76 ] |
| Robert W. Strong (73) | načelnik štaba Kopenske vojske ZDA v Afriki (1942–1943); poveljnik Konjeniškega nadomestnega trenažnega centra (1943–1945); Vodja misije KOV ZDA v Peruju (1945–1946)                                       | [ 53 ] [ 77 ] |
| Victor V. Taylor (122) | Generalštab Oddelka za vojno (1941–1943); Odbor za dodelitev streliva (1943–1944) | [ 24 ] [ 78 ] |
| Cleson H. Tenney (77) | poveljnik obrambe zaliva Centralnega pacifiškega področja (1942–1943); poveljnik 55. obalno-artilerijskega polka (1944); 70. protiletalske artilerijske brigade (1945)                                      | [ 53 ] [ 78 ] |
| Edward C. Wallington (82) | Kemični častnik 3. armade (1942–1945); namestnik Glavnega kemičnega častnika KOV ZDA (1949–1951) | [ 79 ] [ 80 ] |
| Edwin A. Zundel (29) | Artilerijski častnik 2. korpusa (1942), 11. korpusa (1943–1944), 6. armade (1944–1945), 41. pehotne divizije (1945-1946), 4. armade (1946–1947)                                                             | [ 46 ] [ 81 ] |